# Metro Exodus
Metro Exodus ist ein Ego-Shooter des ukrainischen Entwicklerstudios 4A Games im fiktionalen, postapokalyptischen Metro-2033-Universum des russischen Autors Dmitri Alexejewitsch Gluchowski. Es ist der Nachfolger des Spiels Metro: Last Light und erschien am 14. Februar 2019 für Windows, Xbox One und PlayStation 4. Seit November 2019 war das Spiel auch auf Google Stadia verfügbar. Mit dem Early-Access-Start von Amazon Luna wurde das Spiel auch auf der Plattform am 24. September 2020 veröffentlicht. Am 18. Juni 2021 wurde es auch für PlayStation 5 und Xbox Series veröffentlicht.

## Handlung
Der Spieler übernimmt in Metro: Exodus erneut die Rolle des Artjom, des Romanhelden und Protagonisten der Vorgänger Metro 2033 und Metro: Last Light. Anders als bei Metro 2033 und Metro: Last Light findet das Spiel abgesehen von der Eröffnung jedoch nicht mehr in der Moskauer Metro statt – stattdessen erlebt der Spieler die (anfangs eher unfreiwillige) Reise von Artjom, seiner Frau Anna und der Eliteeinheit der Spartaner gen Osten, an Bord der Dampflokomotive Aurora. Denn nachdem Artjom und Anna bei einer Erkundungstour an der Oberfläche das Geheimnis der in Metro 2035 erwähnten, rund um Moskau errichteten Störsender entdeckt haben, ist eine Rückkehr in die Metro nicht mehr möglich, da diese Entdeckung das gesamte politische System der Metro gefährdet. Somit bleibt nur die Flucht ins Unbekannte an Bord der Aurora getauften Lokomotive. In der Folgezeit wird sehr schnell klar, dass die Welt nicht tot ist, wie in der Metro allgemein geglaubt wird und auch andere Ansichten und Annahmen der Metroführung falsch sind. Auf der Reise gen Osten und der Suche nach einem neuen Zuhause treffen Artjom und seine Begleiter auf verschiedene Gruppen von Überlebenden in einem vom Atomkrieg zerstörten und von Mutanten heimgesuchten Russland, mit denen sie entweder kooperieren oder gegen die sie sich durchsetzen müssen.

## Spielprinzip
Metro: Exodus führt das Spielprinzip seiner Vorgänger fort. Das Spielgeschehen wird durchgängig aus der Egoperspektive präsentiert, auch in den geskripteten Zwischensequenzen. Die Benutzeroberfläche ist im Vergleich zu anderen Titeln stark reduziert. Der Schwerpunkt des Spiels liegt darauf, sich mit geringen Ressourcen actionorientierten Kämpfen zu stellen oder sie zu umgehen. Ähnlich wie in Dark Project: Der Meisterdieb und Tom Clancy’s Splinter Cell bietet das Spiel auch eine Schleichmechanik. Es besitzt ein nicht sichtbares Karmasystem, je weniger Personen der Spieler tötet oder je mehr Gesprächen er zuhört, desto mehr Karmapunkte erhält er, was zu einer Variation des Spielendes führt.
Metro Exodus ist weiterhin ein First-Person-Shooter mit Survival-Horror- und Stealth-Elementen. Die Spielwelt besteht aus drei großen, offenen Gebieten, diese sind mit linearen Abschnitten verbunden. Von den Entwicklern wird dies als „Sandbox-Survival“ bezeichnet, und sie weisen darauf hin, dass es sich bei Exodus um keinen kompletten Open-World-Titel handelt. In den drei großen Außenleveln gibt es viele verschiedene Orte zu erkunden, während die linearen Abschnitte den Spieler konsequent auf ein bestimmtes Ziel hinführen und deutlich actionlastiger sind. Im Spiel gibt es ein Wettersystem sowie einen dynamischen Tag-Nacht-Zyklus, der sich auf das Vorhandensein von Gegnern und das Schleichsystem auswirkt. Im Verlauf des Spiels erlangt der Spieler Zugriff auf verschiedene Waffen und kann diese mit erbeuteten Bauteilen in nahezu allen Punkten modifizieren und anpassen. Ebenso lässt sich die Ausrüstung mit gefundenen Komponenten entsprechend dem eigenen Bedarf verändern. Auf der Reise gen Osten ist es zudem Teil der Handlung, das eigene Reisegefährt zu erweitern – startet die Reise lediglich mit der gekaperten Dampflokomotive Aurora, so ist die Gruppe um Artjom schließlich mit einem kompletten Zug unterwegs.

## Rezeption

### Wertungen
Das Spiel erhielt überwiegend positive Wertungen.

„Ein unvergesslicher Endzeit-Trip, der lineare Levels und Open World wunderbar miteinander kombiniert.“

### Epic-Store-Kontroverse
Ende Januar 2019, etwa zwei Wochen vor der angekündigten Veröffentlichung, ließ Publisher Deep Silver den Vorverkauf des Spiels auf der führenden Vertriebsplattform Steam einstellen und kündigte an, das Spiel zunächst für ein Jahr exklusiv über den im Dezember neu eingeführten Epic Games Store zu vertreiben. Epic hatte sich die Exklusivität von Metro Exodus und weiteren Spielen mit finanziellen Zusagen und einer höheren Marge am Verkaufspreis gesichert, um den eigenen Shop als Konkurrenz zu Steam zu etablieren. Die Entscheidung von Deep Silver kurz vor Veröffentlichung führte jedoch zu zahlreichen negativen Reaktionen, sodass sich Deep Silvers Mutterkonzern THQ Nordic zu einer Reaktion genötigt sah, die Geschäftsentscheidung seines Tochterunternehmens zu verteidigen. Epic Games gab an, künftig auf ähnlich kurzfristige Deals verzichten zu wollen. Unabhängig von der Kontroverse konnte das Spiel nach Angaben von Epic doppelt so viele Einheiten zum Verkaufsstart absetzen wie der Vorgänger.